# Gungrave (anime)
Gungrave (ガングレイヴ, Gangureivu) és una sèrie animada japonesa de televisió basada en un videojoc del mateix nom, creat per Yasuhiro Nightow. La sèrie fou dirigida per Toshiyuki Tsuru, amb un guió de Yousuke Kuroda, i produïda per Madhouse Studios.
La sèrie segueix a Brandon Heat i Harry MacDowell a través de les files dels Millennion, un sindicat del crim.
Gungrave fou en emesa en TV Tokyo des del 6 d'octubre de 2003 al 29 de març 2004, conformant 26 episodis. Com el videojoc Gungrave, i la seua seqüela (Gungrave Overdose), la música de la sèrie està feta per Tsuneo Imahori; també inclou la música d'obertura.